# Calceolaria mollissima
Calceolaria mollissima là một loài thực vật có hoa trong họ Calceolariaceae. Loài này được Walp. mô tả khoa học đầu tiên năm 1843.